# Abastecimiento de agua por gravedad

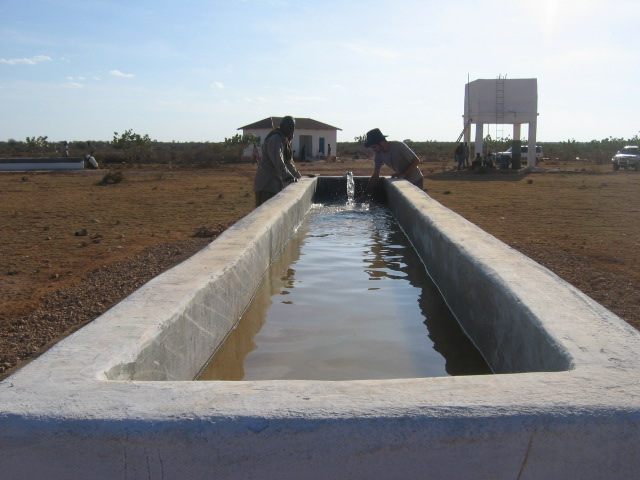
Abastecimiento de agua por gravedad, Somalia.

El abastecimiento de agua por gravedad es un tipo de abastecimiento de agua en la que el agua cae por su propio peso desde una fuente elevada hasta los consumidores situados más abajo. La energía utilizada para el desplazamiento es la energía potencial que tiene el agua por su altura.
Las ventajas principales de esta configuración son:
1. No tienen gastos de bombeo.
2. El mantenimiento es pequeño porque apenas tienen partes móviles.
3. La presión del sistema se controla con mayor facilidad.
4. Robustez y fiabilidad

Incluso los sistemas bombeados suelen diseñarse para distribuir el agua por gravedad a partir de un punto determinado. Por ejemplo, la imagen de la derecha muestra un sistema en Somalia que bombea el agua desde un sondeo hasta el depósito elevado, y a partir de allí, el agua se distribuye por gravedad a los abrevaderos.
En Cooperación al desarrollo tienen una gran aplicación porque permiten la distribución de una gran cantidad de agua por persona a un costo fácilmente asumible por las comunidades.